# Pierlas
 Pierlas  es una población y comuna francesa, en la región de Provenza-Alpes-Costa Azul, departamento de Alpes Marítimos, en el distrito de Niza y cantón de Villars-sur-Var.

## Demografía
| 92 | 62 | 67 | 73 | 115 | 84 |
| Para los censos de 1962 a 1999 la población legal corresponde a la población sin duplicidades (Fuente: INSEE [Consultar]) |    |    |    |     |    |